# Jerusalemgesetz

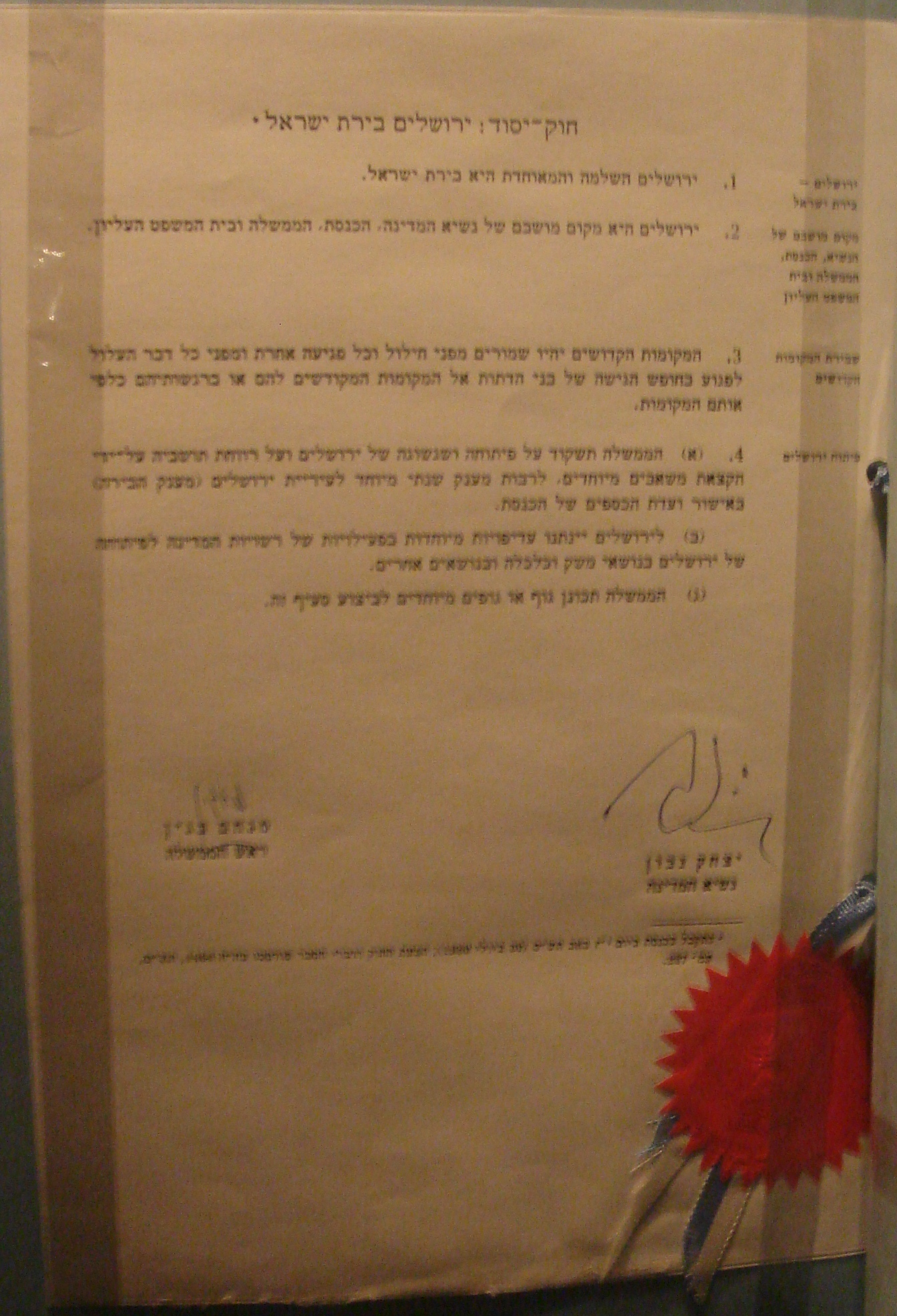
Jerusalemgesetz

Das Jerusalemgesetz (offiziell hebräisch חוק יסוד: ירושלים בירת ישראל Chok jesod: Jeruschalajim birat Jisra'el „Grundgesetz: Jerusalem Hauptstadt Israels“) ist ein israelisches Grundgesetz. Es wurde von der Knesset, dem israelischen Parlament, am 30. Juli 1980 verabschiedet. Es besagt, dass „das vereinte Jerusalem … in seiner Gesamtheit die Hauptstadt Israels“ ist.

## Gesetzesausarbeitung
Die Vorlage zu diesem Gesetz wurde von der Techija-Partei unterbreitet. Sie wurde von den Parteien der Regierung (Likud-Koalition) unterstützt, von Mapam und Chadasch abgelehnt. Israelische Gesetzgebung und Behörden hatte es seit 1948 im israelischen Teil Jerusalems (West-Jerusalem) gegeben. Entsprechend hatten in den 1950er Jahren die Staaten Bolivien, Chile, Costa Rica, Côte d’Ivoire, Dominikanische Republik, Ecuador, El Salvador, Guatemala, Haiti, Kenia, Kolumbien, Niederlande, Panama, Uruguay, Venezuela und Zaire ihre diplomatischen Vertretungen (teils Generalkonsulate, später meist Botschaften) auf israelischem Territorium in Jerusalem (West-Jerusalem) neu eröffnet.
Daneben haben Frankreich, Griechenland und Italien in West-Jerusalem Vertretungen, die griechische mit Zuständigkeit für Israel, Jerusalem und das Westjordanland, die französische wie diejenigen in Ost-Jerusalem der Staaten Belgien, Großbritannien, Italien, Schweden, Spanien und Türkei, die von dort aus ihre Länder nur in Stadt und Westjordanland vertreten, nicht aber im übrigen Israel.
Die Erhebung zum Grundgesetz bedeutete aber nun, dass die Annexion Ost-Jerusalems unumkehrbar sein sollte.
Die Originalfassung ist im Sefer haChukkim (Gesetzbuch) Nr. 980 vom 23. Aw 5740 (5. August 1980), S. 186 veröffentlicht.

## Folgen
Am 20. August 1980 wurde in der Resolution 478 des UN-Sicherheitsrates das Jerusalemgesetz ohne Gegenstimme für null und nichtig (null and void) erklärt. Daraufhin wurden die 16 bereits in Jerusalem ansässigen Botschaften nach und in die Umgebung von Tel Aviv verlegt. Die Konsulate der acht anderen Staaten blieben davon ausgenommen.
Im Mai 2018 wurde die Botschaft der USA nach Jerusalem verlegt, nachdem sie Jerusalem als offizielle Hauptstadt anerkannt hatten. Dieses vom damaligen Präsidenten Donald Trump initiierte Vorhaben wurde als Abkehr der USA von der Zweistaatenlösung gewertet. Das umstrittene Nationalstaatsgesetz von 2018 wiederholt die Festlegung von Jerusalem als ewige Hauptstadt Israels.